# 김영길 (1966년)
김영길(金榮佶, 1966년 1월 15일 ~ )은 대한민국의 제8대 경상북도 구미시의원이다.

## 학력
- 해평국민학교 졸업
- 해평중학교 졸업
- 대구경신고등학교 졸업
- 동의대학교 화학과 졸업

## 경력
- 경상북도 이·통장연합회 사무총장
- 구미시 이·통장연합회 회장
- 취수원 이전 반대 해평 추진위원장
- 해평농협 비상임이사
- 자유한국당 경북도당 구미시 을 농촌개발위원장
- 미래통합당 경북도당 구미시 을 농촌개발위원장
- 2020.04 ~ 2022.06 제8대 경상북도 구미시의회 의원
  - 2020.04 ~ 2020.07 제8대 경상북도 구미시의회 전반기 기획행정위원회 위원
  - 2020.07 ~ 2022.06 제8대 경상북도 구미시의회 후반기 산업건설위원회 부위원장
  - 2020.07 ~ 2022.06 제8대 경상북도 구미시의회 후반기 의회운영위원회 위원
- 2022.07 ~ 제9대 경상북도 구미시의회 의원
  - 2022.07 ~ 제9대 경상북도 구미시의회 전반기 산업건설위원회 위원
  - 2022.07 ~ 제9대 경상북도 구미시의회 전반기 윤리특별위원회 위원장

## 역대 선거 결과
|  | 11.60% |

|  | 0% |

|  | 47.33% |